# امصلعاء (لودر)

تعديل مصدري - تعديل

امصلعاء هي إحدى قرى عزلة زارة بمديرية لودر التابعة لمحافظة أبين، بلغ تعداد سكانها 400 نسمة حسب تعداد اليمن لعام 2004.